# Centre olympique/paralympique de Vancouver

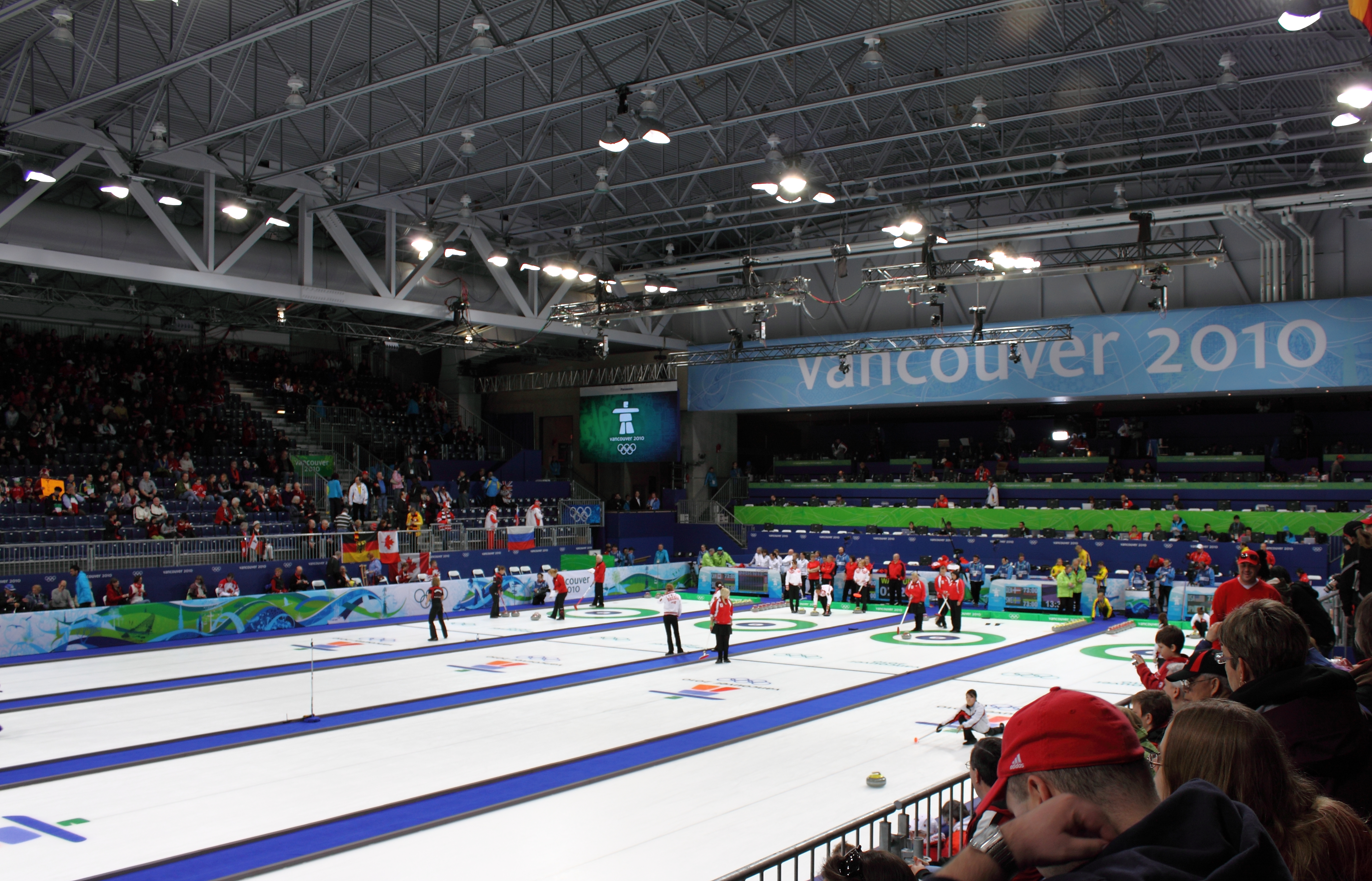
Le Centre de Vancouver lors des Jeux olympiques de 2010

Le Centre olympique/paralympique de Vancouver est une salle sportive destinée à la pratique du curling à Vancouver.
Elle accueille notamment les épreuves de curling lors des Jeux olympiques de 2010. La capacité de cette salle est de 6 000 spectateurs.
Après les JO, cette salle se reconvertit en lieu sportif incluant la gymnastique ou le rink hockey ainsi qu'un domaine aquatique.